# Mogán
Mogán è un comune spagnolo situato nella comunità autonoma delle Canarie, sull'isola di Gran Canaria. La sua popolazione è di 22 277 abitanti  (2015) e la sua area è 172,44 km².

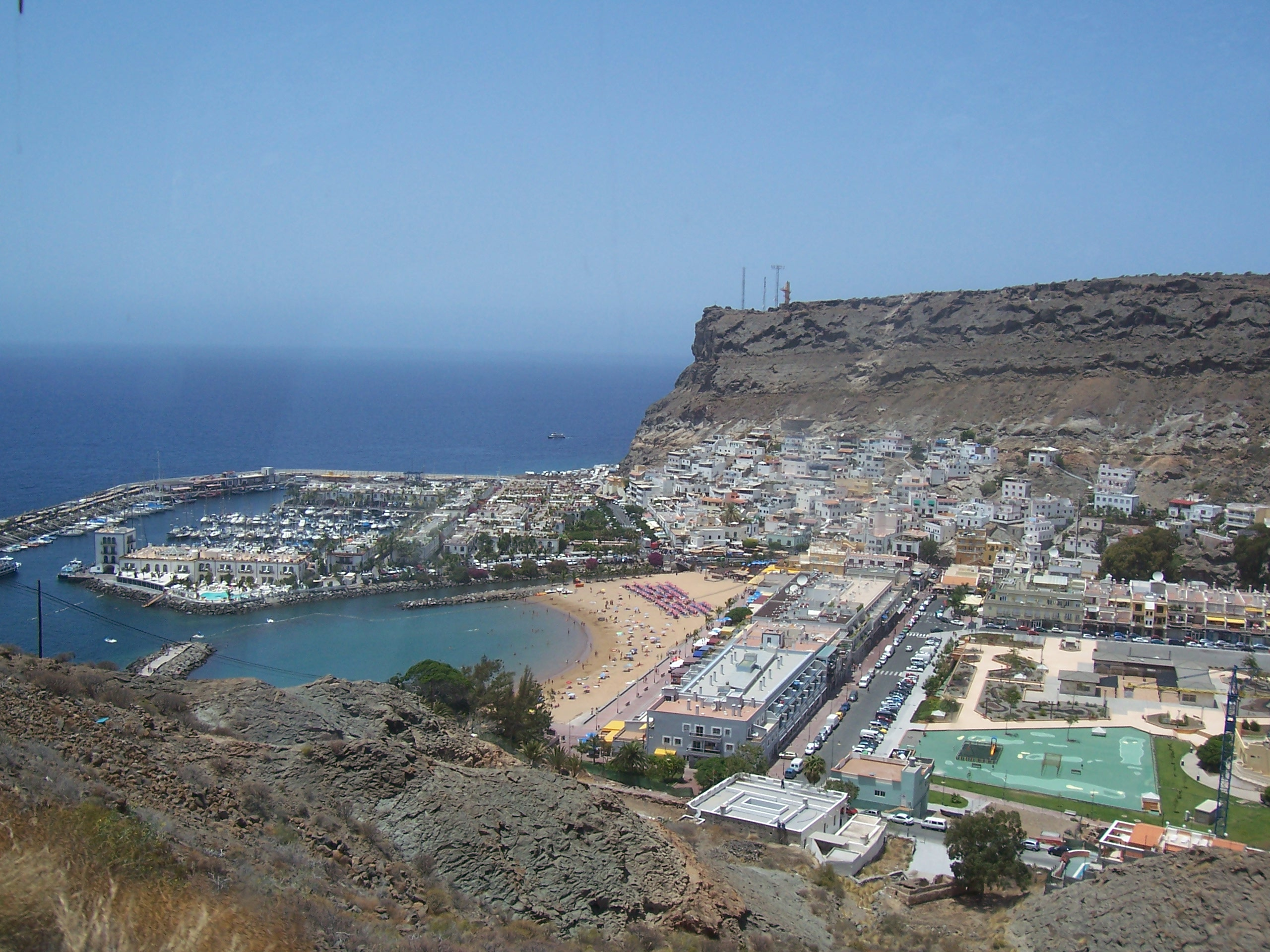
Vista dall'alto di Puerto de Mogán

## Geografia fisica
Mogán è la seconda più grande municipalità di questa parte dell'isola. Include città di pescatori come Puerto de Mogán e Arguineguín. La maggior parte della popolazione vive sulla linea costiera atlantica. La città di Mogan è a circa 8 km dalla costa. 11 km a nord si trova Puerto Rico de Gran Canaria, 40 km a sud ovest di Las Palmas.

## Luoghi da visitare
La Playa de Los Frailes, la Playa de Medio Almud e la Playa de Tiritaña fanno parte del territorio vergine conservato dal municipio. La parte naturale della costa come la parte inferiore del municipio è ideale per gli appassionati di arrampicata, mountain-bike, escursionismo, immersioni, kitesurf, SUP e kayak.
Oltre a questo in qualsiasi delle barche che partono da Puerto Rico, Pasito Blanco, Mogán, Anfi del Mar, Arguineguín o anche dalla capitale Las Palmas de Gran Canaria, è possibile visitare la costa e scoprire tutte le ricchezze dell'oceano Atlantico.
Il villaggio di Mogán è una fermata ideale per tutti coloro che provengono dal municipio vicino, La Aldea de San Nicolás.
Del comune di Mogàn fa parte Arguineguín, località molto frequentata da pescatori.

## Festività e tradizioni
Mogán festeggia San Antonio de Padua el Chico il 13 giugno e San Antonio el Grande la prima domenica di agosto con una festa che unisce tutti i municipi. Alla fine di questa si svolge un canto tradizionale, il canto de los Pajaritos.
La conservazione del patrimonio tradizionale è realmente molto importante per gli abitanti di questa zona ed è parte integrante della cultura così come molte altre attività. Il gruppo folcloristico El Mogán è un corpo di ballo e si impegna in questo senso, così come le scuole municipali di artigianato e folclore.
Arguineguín e Puerto de Mogán festeggiano con grande enfasi la Vergine del Carmen, durante questa celebrazione i locali trasportano su barche le immagini della Vergine da un punto all'altro della costa del municipio, creando una processione di barche.